# 關山庄

臺東廳管內圖(1938年)

關山庄為臺灣日治時期為1937年至1945年間存在之行政區，轄屬台東廳關山郡。今台東縣關山鎮。庄役場址於今民生路。

## 行政區劃
關山地區在清治時期至日治初期隸屬新鄉、南鄉，臺東廳在1897年6月成立後，新鄉隸屬「水尾辨務署」，南鄉隸屬「卑南辨務署」。1898年7月31日，臺東廳公告劃設為25區，里壠庄、德高班寮社、雷公社被劃為「第8區」。1900年5月3日，新鄉改隸「璞石閣出張所」，南鄉改隸「卑南出張所」。1901年11月11日，璞石閣出張所改為「璞石閣支廳」，卑南出張所改為「臺東廳直轄」。1903年6月15日，里壠庄、德高班藔社、雷公火社自第8區改為「第26區」。1905年7月17日，臺東廳改劃設為以地名稱呼的20區，關山地區被劃為「里壠區」，管轄里壠庄、雷公火社、德高班藔社。1914年5月23日，臺東廳實施街庄整併，德高班藔社被併入里壟庄。1915年11月13日，里壠區、新開園區、鹿藔區三區獨立合併為「里壠支廳」。1919年1月15日，雷公火社從新鄉改隸南鄉；鹿藔區更名為「鹿野區」，增設「月野村」。關山地區此時的街庄如下：
- 里壠區
  - 新鄉：里壠庄
  - 南鄉：雷公火社
- 鹿野區
  - 南鄉：月野村

1920年10月1日，原堡里鄉澚之行政區廢除，街庄社改為大字，臺東廳直轄及里壠支廳合併為「臺東支廳」；關山地區此時的大字如下：
- 里壠區：里壠、雷公火
- 鹿野區：月野村

1923年5月2日，復設「里壠支廳」。1937年10月1日，臺東廳實施街庄制，改支廳為郡、改區為街庄；里壟支廳改為「關山郡」，里壠區及鹿野區月野村合併為關山郡「關山庄」，轄域內分為關山（Kanzan）、月野（Tsukino）、日出（Hinode）等3個大字，原雷公火（Raikōka）大字則部分劃入鹿野庄；關山大字下有「里壠」、「德高班寮」小字。1937年10月15日，臺東廳公告關山庄關山大字下新設「泉」（舊稱水井仔）、「宮里」（舊稱カムテン，崁頂）小字。
二戰後，關山庄改為臺東縣關山區「關山鄉」。關山鎮現有七里，關山大字下小字「里壠」為今市區一帶、小字「宮里」為今里壠里崁頂、小字「德高班寮」為今德高里一帶。
| 1905年 | 1905年             | 1920年 | 1920年 | 1937年 | 1937年 | 現在   | 現在                           |
| 區     | 街庄社             | 街庄區 | 大字   | 街庄   | 大字   | 鄉鎮   | 村里                           |
| ------ | ------------------ | ------ | ------ | ------ | ------ | ------ | ------------------------------ |
| 里壠區 | 里壠庄、德高班藔社 | 里壠區 | 里壠   | 關山庄 | 關山   | 關山鎮 | 里壠、中福、豐泉、新福、德高里 |
| 里壠區 | 雷公火社           | 里壠區 | 雷公火 | 關山庄 | 日出   | 關山鎮 | 電光里                         |
|        |                    | 鹿野區 | 月野村 | 關山庄 | 月野   | 關山鎮 | 月眉里                         |

## 設施

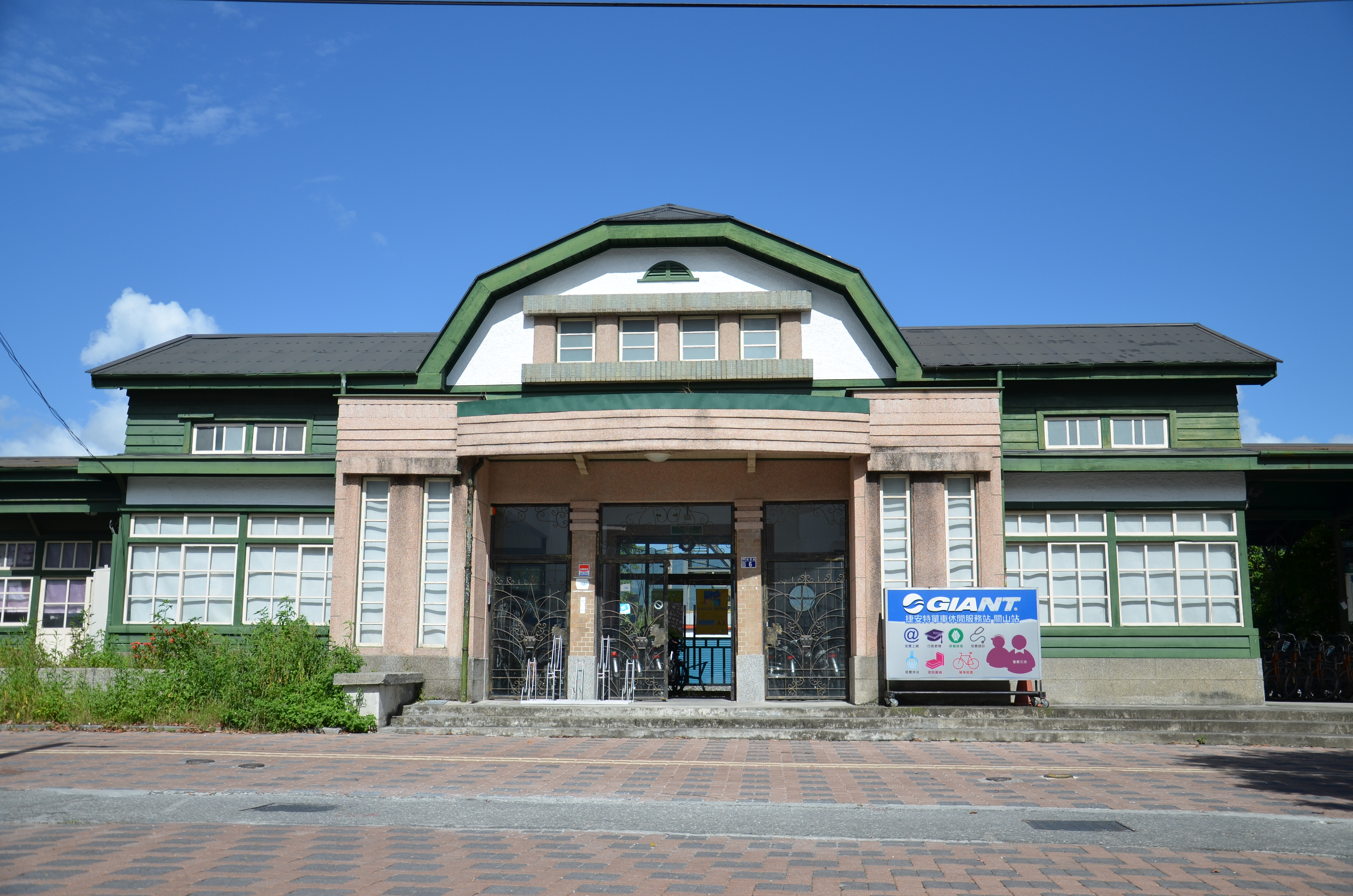
關山車站

- 里壟支廳→關山郡役所
- 關山庄役場
- 關山郵便局
- 關山驛關山車站
- 新武呂驛
- 月野驛
- 關山尋常高等小學校→關山國民學校
- 關山公學校→關山泉國民學校（今關山國小）
  - 日出分教場（今電光國小）
- 里壠神社
- 里壟信用組合（今關山鎮農會）